# Ехидо Рефухио де лос Саусес, Хесус Галиндо (Леон)
Ехидо Рефухио де лос Саусес, Хесус Галиндо (шп. Ejido Refugio de los Sauces, Jesús Galindo) насеље је у Мексику у савезној држави Гванахуато у општини Леон. Насеље се налази на надморској висини од 1790 м.

## Становништво
Према подацима из 2005. године у насељу је живело 7 становника.

### Хронологија
| Година       | 2000 | 2005 |
| ------------ | ---- | ---- |
| Становништво | 6    | 7    |

### Попис
| # | Индикатор                        | Вредност |
| - | -------------------------------- | -------- |
| 1 | Укупно појединачних домаћинстава | 1        |